# Liste der Kulturgüter in La Punt Chamues-ch
Die Liste der Kulturgüter in La Punt Chamues-ch enthält alle Objekte in der Gemeinde La Punt Chamues-ch im Kanton Graubünden, die gemäss der Haager Konvention zum Schutz von Kulturgut bei bewaffneten Konflikten, dem Bundesgesetz vom 20. Juni 2014 über den Schutz der Kulturgüter bei bewaffneten Konflikten sowie der Verordnung vom 29. Oktober 2014 über den Schutz der Kulturgüter bei bewaffneten Konflikten unter Schutz stehen.
Objekte der Kategorien A und B sind vollständig in der Liste enthalten, Objekte der Kategorie C fehlen zurzeit (Stand: 1. Januar 2023).

## Kulturgüter
| Foto |                                                                        | Objekt                                                                       | Kat. | Typ | Standort                                         | Beschreibung |
| ---- | ---------------------------------------------------------------------- | ---------------------------------------------------------------------------- | ---- | --- | ------------------------------------------------ | ------------ |
| ja   | Datei hochladen · Wikidata zu Haus Merleda (Q29521390)                 | Haus Merleda / Chesa Merleda KGS-Nr.: 03159                                  | A    | G   | Chamues-ch, Via Cumünela 5 790665 / 161686       |              |
| ja   | Datei hochladen · Wikidata zu Chesa Albertini (Q29521375)              | Albertini-Häuser / Chesas Albertini KGS-Nr.: 03164                           | A    | G   | La Punt, Via Chantunela 37 790596 / 161683       |              |
| ja   | Datei hochladen · Wikidata zu Reformierte Kirche Chamues-ch (Q1363162) | Reformierte Kirche Chamues-ch / Baselgia rifurmada Chamues-ch KGS-Nr.: 03161 | B    | G   | Chamues-ch, Via da la Baselgia 8 791389 / 161119 |              |
| ja   | Datei hochladen · Wikidata zu Reformierte Kirche La Punt (Q2136932)    | Reformierte Kirche La Punt / Baselgia rifurmada La Punt KGS-Nr.: 03162       | B    | G   | La Punt, Via Chantunela 11 790510 / 161591       |              |
| BW   | Datei hochladen · Wikidata zu Chesa Froriep (Q29784850)                | Haus Froriep / Chesa Froriep KGS-Nr.: 12398                                  | B    | G   | La Punt, Via Chantunela 35 790570 / 161649       |              |
| BW   | Datei hochladen · Wikidata zu Chesetta (Q29784852)                     | Häuschen / Chesetta KGS-Nr.: 12399                                           | B    | G   | La Punt, Via Chantunela 31 790550 / 161650       |              |
| BW   | Datei hochladen · Wikidata zu Ches'Ota (Q29784854)                     | Ches’Ota KGS-Nr.: 12400                                                      | B    | G   | La Punt, Via Chantunela 27 790545 / 161640       |              |
| BW   | Datei hochladen · Wikidata zu Acla Serlas (Q29784856)                  | Acla Serlas KGS-Nr.: 13012                                                   | B    | G   | Val Chamuera 795696 / 157130                     |              |